# 國道149號

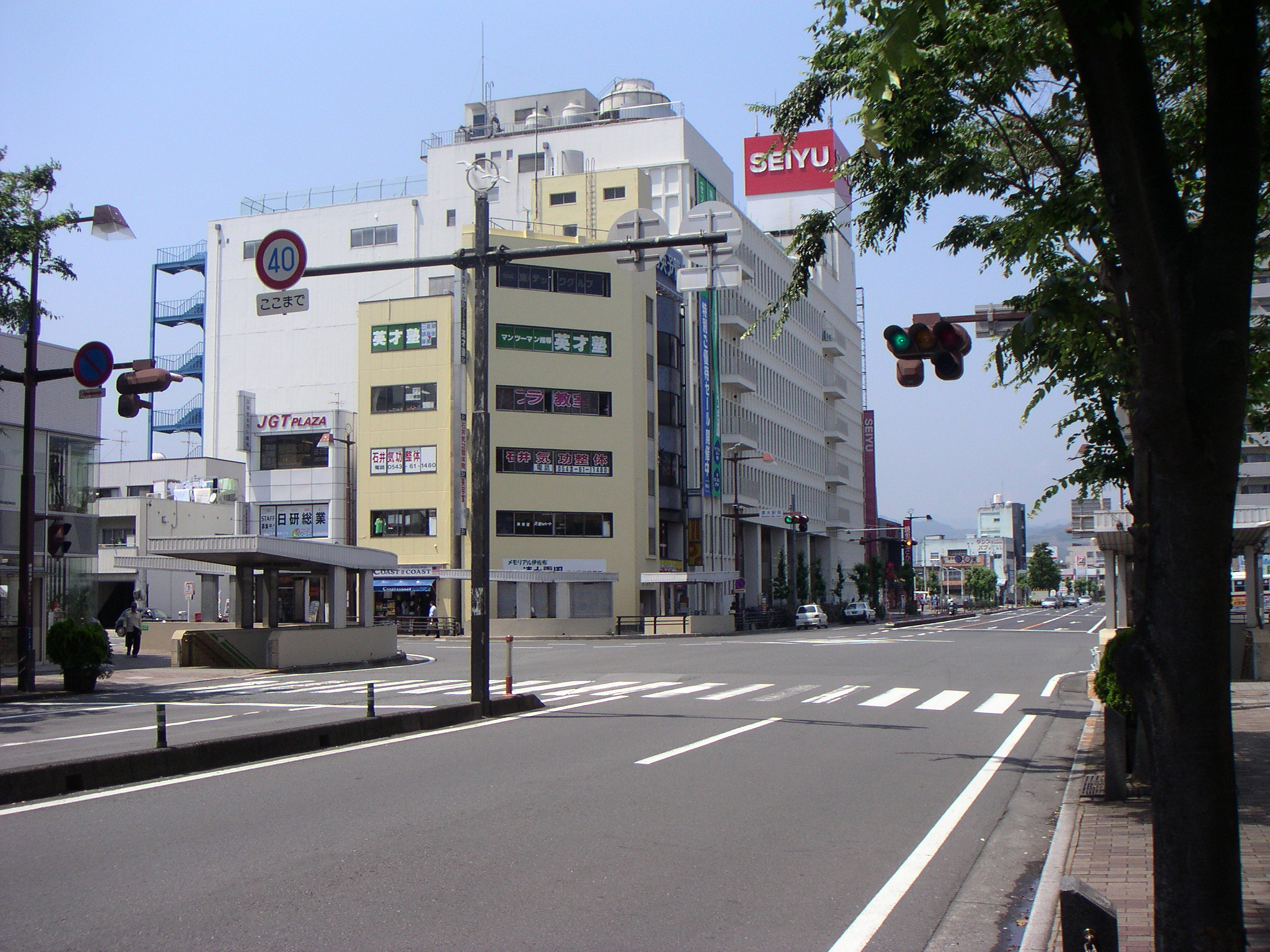
終點、國道1號交點

國道149號為靜岡縣靜岡市清水區清水港至清水車站的一般國道。

### 路線資訊
- 起點 : 清水港（羽衣橋北詰＝國道150號起點）
- 終點 : 清水市大和町→靜岡市清水區

（清水車站前交差點＝國道1號交點）
- 重要經過地 : 無
- 路線長 : 2.6 [km[1]
- 指定路段 : 無[2]

## 路線狀況

### 通稱
- しみずマリンロード
- さつき通り

## 地理

### 通過行政區
- 靜岡縣
靜岡市（清水區）

### 交匯道路
- 國道150號 : 靜岡市清水區（起點）
- 國道1號 : 靜岡市清水區（終點）

## 資料來源
1. ↑   (PDF). 道路統計年報2013. 國土交通省道路局: 8.   [2014-06-09]. （原始内容 (PDF)存档于2014-01-16）.
2. ↑  . 法令資訊提供系統. 總務省行政管理局.   [2015-02-06]. （原始内容存档于2008-02-07）.

## 關連項目
- 中部地方道路列表

## 外部連結
- 靜岡市** （页面存档备份，存于）：全線路段を管理